# آرمین کراز
آرمین کراز (انگلیسی: Armin Kraaz؛ زادهٔ ۳ فوریهٔ ۱۹۶۵) بازیکن فوتبال اهل آلمان است.
از باشگاه‌هایی که در آن بازی کرده‌است می‌توان به باشگاه فوتبال آینتراخت فرانکفورت اشاره کرد.